# Topklasse 2010-2011
La Topklasse 2010-2011 è stata la 1ª edizione della Topklasse. Hanno partecipato 32 squadre, suddivise in due gironi denominati "sabato" e "domenica" composti entrambi da 16 squadre.

## Squadre partecipanti

### Girone del sabato
| Squadra          | Città                      |
| ---------------- | -------------------------- |
| Apeldoorn        | Apeldoorn                  |
| ARC              | Alphen aan den Rijn        |
| Barendrecht      | Barendrecht                |
| Capelle          | Capelle aan den IJssel     |
| Excelsior '31    | Rijssen, Rijssen-Holten    |
| Flevo Boys       | Emmeloord, Noordoostpolder |
| Lisse            | Lisse                      |
| Harkemase Boys   | Harkema, Achtkarspelen     |
| Genemuiden       | Genemuiden                 |
| HHC              | Hardenberg                 |
| HSV Hoek         | Hoek, Terneuzen            |
| IJsselmeervogels | Spakenburg, Bunschoten     |
| Katwijk          | Katwijk                    |
| Rijnsburgse Boys | Rijnsburg                  |
| Sparta Nijkerk   | Nijkerk                    |
| Spakenburg       | Spakenburg, Bunschoten     |

### Girone della domenica
| Squadra      | Città                     |
| ------------ | ------------------------- |
| Achilles '29 | Groesbeek                 |
| AFC          | Amsterdam                 |
| Argon        | Mijdrecht, De Ronde Venen |
| De Treffers  | Groesbeek                 |
| Dijkse Boys  | Helmond                   |
| EVV          | Echt, Echt-Susteren       |
| FC Hilversum | Hilversum                 |
| TOP Oss      | Oss                       |
| Gemert       | Gemert, Gemert-Bakel      |
| Haaglandia   | Rijswijk                  |
| Hollandia    | Hoorn                     |
| JVC Cuijk    | Cuijk                     |
| Lienden      | Lienden, Buren            |
| Quick '20    | Oldenzaal                 |
| VV Baronie   | Breda                     |
| VVSB         | Noordwijkerhout           |